# 女兵日記女力報到
《女兵日記女力報到》（英語：Girl's Power），2018年臺灣單元劇，TVBS第3部自製八點檔，為《女兵日記》續集，由原班人馬演出。劇情描述女兵退伍的四年後，陰錯陽差一起展開同宿生活。於2018年11月9日開鏡，採邊拍邊播方式，11月15日起晚間八點於TVBS歡樂台首播，台視主頻則於11月19日起播出（2019年9月9日播出第208集後停播）。網路平台由LiTV 線上影視、myVideo影音隨看於11月19日起晚間十點上架。此劇有3位演員（夏政峰、林道遠、阿竿）再次以新兵日記同名角色飾演彩蛋人物。

## 播出時間

### 首播
| 頻道          | 所在地       | 播映日期       | 播出時間                 | 備註                           |
| ------------- | ------------ | -------------- | ------------------------ | ------------------------------ |
| TVBS歡樂台    | 中華民國臺灣 | 2018年11月15日 | 週一至週五 20:00 - 20:45 | 至2018年12月31日，第1-33集     |
| TVBS歡樂台    | 中華民國臺灣 | 2019年1月1日   | 週一至週五20:00 - 21:00  | 第34集起                       |
| 台視主頻      | 中華民國臺灣 | 2018年11月19日 | 週一至週五 20:45 - 21:30 | 至2019年1月3日，第1-34集       |
| 台視主頻      | 中華民國臺灣 | 2019年1月4日   | 週一至週五 21:00 - 22:00 | 至2019年9月9日斷播，第35-208集 |
| LiTV 線上影視 | 中華民國臺灣 | 2018年11月19日 | 週一至週五22:00 上架     | 跟播台視                       |
| LINE TV       | 中華民國臺灣 | 2018年11月30日 | 週一至週五上架           | 跟播台視                       |

### 重播
| 頻道       | 所在地       | 播映日期       | 播出時間                 | 備註                       |
| ---------- | ------------ | -------------- | ------------------------ | -------------------------- |
| TVBS歡樂台 | 中華民國臺灣 | 2018年11月16日 | 週一至週五 09:30 - 10:15 | 至2019年1月1日，第1-33集   |
| TVBS歡樂台 | 中華民國臺灣 | 2018年11月16日 | 週一至週五 13:00 - 13:45 | 至2019年1月1日，第1-33集   |
| TVBS歡樂台 | 中華民國臺灣 | 2018年11月16日 | 週一至週五 19:15 - 20:00 | 至2019年1月1日，第1-33集   |
| TVBS歡樂台 | 中華民國臺灣 | 2018年11月16日 | 週二至週六 03:00 - 03:45 | 至2018年12月29日，第1-32集 |
| TVBS歡樂台 | 中華民國臺灣 | 2018年11月19日 | 週一至週五 21:30 - 22:15 | 至2018年12月28日，第1-32集 |
| TVBS歡樂台 | 中華民國臺灣 | 2019年1月2日   | 週一至週五 05:00 - 06:00 | 第34集起                   |
| TVBS歡樂台 | 中華民國臺灣 | 2019年1月2日   | 週一至週五 08:00 - 09:00 | 第34集起                   |
| TVBS歡樂台 | 中華民國臺灣 | 2019年1月2日   | 週一至週五 10:00 - 11:00 | 第34集起                   |
| TVBS歡樂台 | 中華民國臺灣 | 2019年1月2日   | 週一至週五 13:00 - 14:00 | 第34集起                   |
| TVBS歡樂台 | 中華民國臺灣 | 2019年1月2日   | 週一至週五 19:00 - 20:00 | 第34集起                   |
| TVBS歡樂台 | 中華民國臺灣 | 2019年1月2日   | 週一至週五 21:00 - 22:00 | 第34集起                   |
| TVBS歡樂台 | 中華民國臺灣 | 2019年1月2日   | 週二至週六 02:00 - 03:00 | 第34集起                   |
| TVBS精采台 | 中華民國臺灣 | 2018年11月16日 | 週一至週五 20:00 - 20:45 | 至2019年1月1日，第1-33集   |
| TVBS精采台 | 中華民國臺灣 | 2018年11月16日 | 週一至週五 08:00 - 08:45 | 至2019年1月2日，第1-33集   |
| TVBS精采台 | 中華民國臺灣 | 2018年11月16日 | 週一至週五 15:30 - 16:15 | 至2019年1月2日，第1-33集   |
| TVBS精采台 | 中華民國臺灣 | 2018年11月16日 | 週二至週六 01:00 - 01:45 | 至2019年1月2日，第1-33集   |
| TVBS精采台 | 中華民國臺灣 | 2019年1月2日   | 週一至週五 20:00 - 21:00 | 第34集起                   |
| TVBS精采台 | 中華民國臺灣 | 2019年1月3日   | 週一至週五 08:00 - 09:00 | 第34集起                   |
| TVBS精采台 | 中華民國臺灣 | 2019年1月3日   | 週一至週五 16:00 - 17:00 | 第34集起                   |
| TVBS精采台 | 中華民國臺灣 | 2019年1月3日   | 週二至週六 01:00 - 02:00 | 第34集起                   |
| 台視主頻   | 中華民國臺灣 | 2018年11月19日 | 週一至週五 22:30 - 23:15 | 至2019年1月3日，第1-34集   |
| 台視主頻   | 中華民國臺灣 | 2018年11月20日 | 週一至週五 20:00 - 20:45 | 至2019年1月3日，第1-33集   |
| 台視主頻   | 中華民國臺灣 | 2018年11月20日 | 週一至週五 13:45 - 14:35 | 至2019年1月4日，第1-34集   |
| 台視主頻   | 中華民國臺灣 | 2018年11月21日 | 週一至週五 13:00 - 13:45 | 至2019年1月3日，第1-33集   |
| 台視主頻   | 中華民國臺灣 | 2019年1月4日   | 週一至週五 20:00 - 21:00 | 第34集起                   |
| 台視主頻   | 中華民國臺灣 | 2019年1月7日   | 週一至週五 13:00 - 13:59 | 第34集起                   |
| 台視主頻   | 中華民國臺灣 | 2019年1月7日   | 週一至週五 13:59 - 14:58 | 第35集起                   |
| 台視主頻   | 中華民國臺灣 | 2019年1月7日   | 週一至週五 23:00 - 00:00 | 第36集起                   |
| 台視綜合台 | 中華民國臺灣 | 2020年1月10日  | 週一至週五 18:00 - 20:00 |                            |
| 台視綜合台 | 中華民國臺灣 | 2020年1月13日  | 週一至週五 13:00 - 15:00 |                            |

## 劇情大綱
結訓8週後，這些新兵終於撥交給各單位，轉眼間4年一下子就過了，而這些菜鳥兵也陸續退伍了成為職場上的「新鮮人」；在某日楊晴和潘朵拉來到了一間富有文青氣息的咖啡廳準備為這次的聚會勘景……利用這次替光榮返國的宋排接風洗塵的機會要再度和第5營第17連的班兵好好再相聚，而4年過後這些第17連的官兵在職場、朋友、親情和戀情上究竟會遇上甚麼樣的問題呢？而他們又將如何以海軍陸戰隊精神解決這一道道的關卡呢？究竟又會發生甚麼詼諧幽默逗趣的化學反應呢？在追尋夢想和實現旅程上又會碰上什麼阻礙呢？一連串的歡笑和淚水，酸甜苦辣交織而成篇篇動人的故事，最終能擁有甚麼可以看到呢？

## 演員列表

### 主要演員
| 演員              | 角色   | 介紹 | 登場集數 |
| 羅平              | 宋志強 | 楊晴的丈夫，楊駿華、方美倩的女婿 男，30歲，曾在海軍陸戰隊龍泉新訓中心擔任中尉排長，後自願接受接裝訓練，於通過訓練後以海軍陸戰隊上尉之姿榮耀返抵國門。 | 1-2,5,7,10-11,14-15,18-19,21,23,27-29,31,34-36,38-41,51,55-58,60-63,72-73,78-82,103-106,108,116,119,124,135,139,141-144,147,150,181,183-184,189,194,196-218,220-221,225,227,230,234,236,240-242,244,247,250-259,262,264-265,271,277-279,281,285                                                               |
| 楊晴              | 楊晴   | 楊駿華、方美倩的女兒，宋志強的妻子，凱莉的學員 女，29歲，曾在海軍陸戰隊龍泉新訓中心擔任中尉排長，和宋志強在海軍官校時期是學長學妹的關係，在宋排長即將出國接受接裝訓練前夕，兩人互相坦承自己對對方的心意，在認識九年之後，與宋志強結婚。和同單位的潘朵拉是非常好的朋友，兩人常互相分享心事。 | 1-2,7,10-11,14-15,18-19,21,23,26-29,31,34-35,38-41,51,55-58,60-63,67,72,78-82,103-106,108,119,135,139-144,147-148,150,154-155,157,159-160,168,181,183,189,194,196-285 |
| 李宣榕            | 潘朵拉 | 蔣安妮、潘有義的女兒，鄭光興的結拜姪女，曾有追求者但拒絕他人 女，26歲，原海軍陸戰隊上士階級，曾任海軍陸戰隊龍泉新訓中心中士班長，其母親因發生意外而去世，擔心父親潘有義會沒人照顧，於是決定提前退伍，讓父親對她的舉動不是很諒解。出社會後，第一份工作是房仲業，因為歌聲不錯，經張佳佳介紹給PUB老闆娘，開始兼職PUB駐唱。離開原本房仲公司，現在租一個大樓空位，自己出來開房仲公司，馬大房非常想幫她做業績，但一直被朵拉拒絕。目前不答應談戀愛。 | 1-2,5,7,10-11,15-21,23-51,54-68,70-81,83-100,102-121,123,125-129,131-133,135,138-158,160-171,173-177,179-181,183-192,195-197,199-230,233,235-242,244,246-255,257-259,261-265,268-274 |
| 林曜晟            | 周學文 | 男，29歲，退伍前為海軍陸戰隊上士，曾在海軍陸戰隊龍泉新訓中心擔任中士班長，個性雖然機車但有時卻會有暖男的一面，在龍泉新訓中心曾經暗戀工作夥伴潘朵拉，但是潘朵拉始終將周學文定位成學長。出社會後為了實現目標，努力考上廚師證照，曾經是胖卡餐車的老闆。最後跟史翠珊結婚。 | 2,10-11,16-19,21,23,26-30,32-42,46-48,54-58,60-63,71-75,77-79,86,91-94,98-100,102,104-108,114-116,118-119,122-124,130-132,135,138,141-144,147,154-155,157,164,166,168-172,174-175,181-190,192,194-200,203-205,208-209,213-224,226,228-230,233,235-237,241-242,244,246,248,251,255-260,262,265,268,270-277,279 |
| 陳謙文            | 郭松齡 | 張佳佳的男友 男，29歲，也是一位親民較沒有官架子而且善於聆聽解決新兵疑問的「好長官」。目前在六六旅擔任政戰官職務，曾在海軍陸戰隊龍泉新訓中心擔任中尉輔導長。對於這些退伍的17連班兵仍是很關心。 | 2,11,21,33-34,54-58,60-61,63-66,68,70,72-78,91-92,96,98,100-103,105-107,110,112-117,119-122,124,131-132,134,136-137,139,171-172,182-185,187-189,194-206,208-211,213-214,216-218,220-221,224-225,227,234-236,240,242,245,247-252,255-258,262,264-265,270-271,273-274,280-281,285                               |
| 小嫻              | 高曉嫻 | 高曉玲的妹妹，彤彤的母親 女，31歲，喜歡郭松齡，在台北的淡水福容飯店擔任領班一職。個性隨和，眾人的和事老。 | 2-4,6,9-11,13,17-19,21,27,33-34,54,57,62-63,65,70,72,74-76,92,109,123-130,136,138-142,145,150-151 |
| 楊雅筑            | 李淑靜 | 林國樑的女友，林芷芸的直屬上司，張佳佳的直屬下屬，凱莉的學員 女，26歲，退伍後進入美克奧時尚雜誌社擔任助理編輯一職，因工作表現優異、刻苦耐勞，被總編輯正式任用為主編輯一職。知道黃嫚莉的骨髓就是林國樑所捐贈的。 | 1-44,46,49,51,53-66,68-72,74-75,79-80,90-102,104-110,112-126,129,131-162,166-178,180-182,184-185,189,191,193-195,198-203,205-246,249-265,268,278-285 |
| 梁舒涵            | 葉素娥 | 葉進財、陳月雲的獨女，沈渙清的妻子，沈彼得的媳婦。具有通靈體質，先前嫚莉剛往生時，唯一能看的見嫚莉的靈魂並與靈魂對話的人 女，25歲，家裡開宮廟又稱為「仙姑」，單純善良容易相信人的個性讓她吃不少悶虧，但她總樂觀以對。具有能與神靈溝通的體質，也有超強的快速記憶及整理分析的能力，幾乎就是「過目不忘」，甚至在「玩樂」當中也能同時記住眼前的所有「人、事、物」。退伍後不斷的打工換工作，後來在林國樑的公司擔任傢俱銷售員才穩定下來，銷售能力備受林國樑媽媽的肯定，想提拔她當組長，也曾當趙雅芝的代理經紀人。離開家俱公司的工作後，宮主父親每天訓練她當仙姑的本事，閒暇之餘在夢17咖啡廳打工。 | 1-2,4-76,78-231,233-240,243,245-273,275-276,278-285 |
| 方語昕            | 黃嫚莉 | 趙建國之亡外甥女、何寬亮之亡妻，本角色已過世 女，25歲，小時候父母意外過世，現為夢17咖啡廳老闆娘，原本自許要當「黃將軍」，參加軍官班入學考試未通過，本身對音樂有興趣，會自己填寫歌詞、自彈自唱，而去應徵有關音樂的工作，曾在一間唱片行工作過。一直深愛著何寬亮，罹患慢性骨髓性白血病（血癌，並領有「重大傷病卡」），後來和何寬亮一起開間咖啡廳兩個人共度甜蜜時光，曾因接受林國樑的骨隨捐贈病情一度好轉，後來產生排斥反應再度惡化，最終去世。 | 1-4,6-7,9-18,20-22,24-32,40-77,79,81-95,97-101,103-133,137-154,156-181,188-193,195-210,212-219,222-223,225-236,237(回憶),238-243,246(靈魂),247(夢裡) |
| 鄭亞              | 趙雅芝 | 伊拉努的女兒，邱佑廷的前女友，本角色在男人止步正式回歸 女，24歲，個性活潑開朗有話直說的女生，目前是一位網紅直播主，自稱「芝芝女神」，目前正在朝Super Star 的夢想努力中，但是傻呼呼的個性也為她和關心她的同袍（尤其是邱佑廷）帶來不少困擾。去了美國與佑廷分手。 | 1-11,14-15,17-23,25-95,97-116,124-209,211-229,231-233,236-237,244-255,257-259,262-268,270-285 本角色在男人止步正式回歸 |
| 梁瀚名            | 林國樑 | 周琳的兒子，林詩淇的弟弟，李淑靜的男友 男，27歲，有錢的富二代，多瑪斯家俱公司「董事長特助」，但個性成熟內斂，內斂到從外表很難看的出來家裡是「富二代」，與邱佑廷是從小到大的換帖兼死黨，其背景讓邱佑廷十分羨慕兩人常常互虧對方「富二代和負二代」雖然常鬥嘴互虧，但卻是彼此有事商量提供必要協助給予同袍，看的出來彼此友誼和默契非一般人可比擬。黃嫚莉的骨隨捐贈者，已經在嫚莉生前的時候親口告訴嫚莉這件事。 | 1-42,44-45,47-75,79-82,86-99,104-111,113-126,129,131-158,160-162,166-181,185,189-191,193-205,207-226,228-230,233-247,249-251,253-259,261-272,276,278-285 |
| 林建予 （鯰魚哥） | 邱佑廷 | 趙雅芝的前男友兼前經紀人，巴玲、巴隆的表弟 男，27歲，前租賃車公司業務，平時在工作表現上較不拘小節比較隨興，常惹主任給予特別關照。雖然在趙雅芝的面前嘴巴不是很好，但總是會在趙雅芝不開心或有困難時，第一個關心、逗她開心的人，因此被趙雅芝私底下叫他「花蕨類」，因為經營網路銷售有成，與女友趙雅芝互動時，常稱自己為「 霸道總裁 」。 | 1-4,6-17,19-20,22-23,25-28,30-46,48-93,97-99,101-156,158-161,163-167,169-172,174-204,207-209,215-229,231-232,236-250,253-255,257-259,261-262,264-285 |
| 尹彥凱            | 何寬亮 | 黃嫚莉的丈夫，何爸、陳梅欣的兒子 男，27歲，之前在永康階咖啡廳工作，現為夢17咖啡廳老闆，一直深愛著黃嫚莉，最想陪黃嫚莉「環島旅行」，因為這是黃嫚莉的心願。知道嫚莉血癌的事情，也知道捐贈骨髓給黃嫚莉的就是林國樑，後黃嫚莉因為骨隨排斥以及癌症擴散，在飯店唱給自己的歌唱到一半便安詳的睡在自己的懷裡過世。嫚莉過世後有很長一段時間走不出心理的傷痛，後再次拿起吉他把嫚莉送給自己的歌全曲唱完後便領悟嫚莉送自己這首歌以及生前寫三封信給自己的意義決定搬家從新開始。 | 1-5,7-17,19-20,22-23,25-77,79,81-95,98-101,103-111,114-133,138-142,150-154,156-181,188-193,195-210,212-219,222-223,225-255,257-258,260-285 |
| 游小白            | 鄭光興 | 朱玉萱的前男友，潘有義的結拜小老弟，潘朵拉的結拜叔叔 男，29歲，曾喜歡潘朵拉，自稱為三重蕭敬騰，後來喜歡朱玉芊，現為朱玉萱的男朋友。是個業餘攝影師，也是寫作家，插畫家，興趣非常多元。創造了網路熱門貼圖三騰，為夢17咖啡廳及廷芝家族的股東，有空都會去幫忙。 | 1-5,7-11,13-17,26-27,29-30,32-42,44-45,47,49-50,52-65,67-147,149-159,161-163,165-209,211-255,257-285 |
| 王沛語            | 金秀明 | 梅語柔的姊姊 女，23歲，在育幼院長大，退伍後曾到澳洲打工，曾是彩妝師的助理，現是群展公司黃韋綸的助理。 | 103(照片),236(回憶),245-258,260,262-266,268-269,271,273-285 |
| 王上菲            | 王尚菲 | 林政陽的女朋友，陳彥允的表妹 女，25歲，有氧舞蹈老師，原在台中工作，後來把工作辭掉，上來台北應徵， 並且租馬大房的愛情公寓，與17連同袍住在一起。後來教練職缺突然沒了，何寬亮邀她暫時來夢17咖啡廳工作，後來錄取一份由許晟元偷偷介紹的健身房工作。個性活潑大方，對每個人都很好，唯獨對鄭光興與許晟元講話常常毒舌，並稱鄭光興為脫皮怪，稱許晟元為小氣鬼。 | 86,99,124,131,156-203,208-209,211-218,223-226,228,230-233,235-247,249-251,253-255,257-267,269,271,273-285 |

### 其他演員
| 演員             | 角色           | 介紹 | 登場集數 |
| 廖峻             | 葉進財         | 葉素娥的父親，沈渙清的岳父 男，保元宮的宮主，也是王爺的乩身，對於信徒的事都會盡量找出問題癥結，並指引解決的方式，宮主相當好客，也很疼愛女兒葉素娥。發現沈渙清開發的手機APP有許多合照，女生背影看起來是素娥，才知道渙清跟素娥在一起。要求宮廟主委沈彼得拿沈渙清的八字與素娥合看看，並一直想讓沈渙清入贅，但是沈彼得只有一個兒子，所以覺得這樣不太好。許春美的初戀情人。素娥訂婚那天不曉得是誰把她叫來的，問沈彼得才知道是他叫來的，後來跟沈彼得說結婚那天不要再叫阿美來了。 | 1,4-6,8-9,14,16-19,28,31-35,37,148-149,152,154,156-157,162-164,167-169,172-174,178-179,182,188,190,198-200,205,207-208,220,224-226,229,233,236-238,243-244,246-248,250,255-256,261-266,270-273,275,282-283,285                               |
| 王樂妍           | 張佳佳         | 郭松齡的女友，李淑靜的直屬上司，方喬青的直屬下屬，凱莉的學員 女，29歲，美克奧時尚雜誌社的總編，許聖杰的表姊，李淑靜的上司兼好姊妹。是一位外表及能力兼具的新時代女性，標準的「刀子嘴豆腐心」，對於認真負責的員工會給予應有的報酬，常說的一句話：「努力不代表成功，我要看到的是成果，成果代表的就是結論」。 | 1,3,5-6,8-12,14,16-17,21-27,29,31-35,37-40,42-43,54-61,64-66,68,70-78,91-92,95-96,98-103,105-108,110,112-115,117-122,124,126,129,131-137,139,141,143-144,150,154-155,157,159-160,168,170-172,174-178,180-185,187-189,194-197,199-206,208-285 |
| 林道遠           | 賴虎           | 吳勇、陳添彬在陸軍新兵訓練中心時同為一營一連二排五班的同袍 男，租賃車公司主任，邱佑廷的前直屬上司，特戰反恐連退伍，當兵時期與巴隆是同梯，因為受到巴隆的請託才答應幫忙照顧邱佑廷。 | 3-4,6,8,13,15-17,19-20,22-23,30-37,40,227-228 |
| 民雄             | 沈彼得         | 沈渙清的父親，葉素娥的公公 男，原住民名字Balai，宮廟主委，趙雅芝家芒果園的地主，很喜歡趙雅芝更把她當成自己人看待。 | 5-6,8-9,13-14,17-19,22,27-29,32-33,35,37,41-43,46,49-54,59-60,62,64,70-71,77,84,93-94,99-100,105-113,119-123,125-141,149-154,156-157,161-170,172-186,189-190,199,202,204-209,211,214-219,229-232,248,251,255-260,262-285                     |
| 曾淑勤           | 黛美           | 趙雅芝的母親，邱佑廷的前準岳母 女，原住民名字「伊拉努」。在月老留言板看到邱佑廷跟趙雅芝的留言很生氣難過氣的回屏東。已經答應邱佑廷和趙雅芝交往。因彼得打電話給雅芝說她生病了但沒有說明原因讓雅芝很擔心。答應幫巴自清演他的老婆。因雅芝打電話告訴她沈彼得腰受傷，所以從屏東上來台北照顧他。沈彼得告訴她腰已經好很多了，所以要回南部摘柚子。得知雅芝想和佑廷分手，於是去了美國，回台告訴佑廷，雅芝已在美國有男友。 | 8-9,13-14,17-19,27,29,53-54,107,112,130-131,176-179,181-185,206-207,209,211,214-215,229-232,248,262,265,285 |
| 范子安           | 范子安         | 男，林國樑和邱祐廷、鄭光興、何寬亮當兵時的同袍，原本想當保全，後來為了照顧生病的母親而在陽明山賣茶葉蛋，有次葉素娥和沈渙清去拍照時遇到他，葉素娥怕被認出而背對他。後來有次邱佑廷跟趙雅芝去採海芋也遇到，因在陽明山賣茶葉蛋要常常躲警察，邱佑廷說要幫他找其他地方讓他賣。因學文班長的一個學長要拍保鑣公司的宣傳影片請男兵們幫忙。跟邱祐廷、林國樑、何寬亮、李國強以及小元用籃球三對三的方式拍運動飲料的廣告。 | 9-10,99,106,115-116,150 |
| 李國強           | 李國強         | 男，林國樑、邱佑廷、鄭光興、何寬亮當兵時的同袍。在宜蘭某民宿遇到葉素娥跟沈渙清，並跟沈渙清成為朋友。跟邱祐廷、林國樑、何寬亮、范子安以及小元用籃球三對三的方式拍運動飲料的廣告。 | 9-10,135,150 |
| 蔡湘宜           | 陳月雲         | 葉素娥的母親，沈渙清的岳母 女，葉素娥的母親。保元宮的宮主娘。疑似得了肥胖症。當寬亮與嫚莉迎娶時的媒人婆。因王爺指示，要素娥注意母親的身體狀況，而開始去健康檢查。 | 11,13-14,17-18,22,26,28,35,39,41,142,148,155-156,159-160,163-167,174-175,178,181,198,210-212,224,248,255-256,261-262,265,273,275-276,283-285                                                                                                 |
| 夏政峰           | 巴隆 （吳勇）  | 巴玲的弟弟，邱佑廷的表哥，賴虎、陳添彬在陸軍新兵訓練中心時同為一營一連二排五班的同袍 男，林國樑公司擔任組長，國樑特地找他協助葉素娥熟悉工作的業務，同時也是賴虎當兵時的同梯。後被林國樑升上擔任管理門市的副理。 | 13-14,16,22-23,25,29-30,41,48-50,52,63-64,94,97,100-101,272 |
| 李興文           | 潘有義         | 潘朵拉的父親，鄭光興的結拜大哥 男，是個已退伍的少校軍官，曾在龍泉新訓中心擔任主任職位，目前擔任送貨員，固定將貨品送往軍營內的營站。 | 15,26,28,36,58-59,107,121(回憶),237(回憶),270-271 |
| 汪建民           | 趙建國         | 黃嫚莉的二舅舅 男，海軍陸戰隊龍泉新訓中心的指揮官。親口告訴何寬亮黃嫚莉罹患血癌並接受治療的事實。由於黃嫚莉的雙親在她很小的時候過世，身為黃嫚莉的舅舅就負起撫養的責任，並且教導她處事的原則，也許是因為本身是職業軍人的關係，對於黃嫚莉的期待和要求也很多，但是在她最需要有人關心的時候總是會適時的伸出援手給予關懷；雖然沉默鮮少說笑且囉嗦碎碎念但黃嫚莉都看在眼裡，也因為囉嗦碎碎念的個性讓黃嫚莉私底下取了個「門神」的綽號給他，對黃嫚莉而言他是個最強而有力的後盾。得知嫚莉過世。 | 21,41-42,46-47,81,92,143,166,181,201,223,233-234,242 |
| 曾子余           | 沈渙清         | 葉素娥的丈夫，沈彼得的兒子，葉進財、陳月雲的女婿，曾喜歡雅芝 男，26歲，從小與趙雅芝是青梅竹馬，本來父親安排他與趙雅芝結婚。「薩·庫遛」是父親沈彼得為他取的原住民名字，邱佑廷和林國樑戲稱他為「3個6」，其個性溫吞和他父親著急的個性形成強烈對比。目前在一家科技公司當軟體工程師。 | 22-24,26-31,37-38,42,50,70,72-73,77-81,84-85,94-96,98-103,108,112-113,118-122,125-130,133-140,144-149,153-158,162-163,167-170,172-174,178-190,204-216,218-221,224,226-230,234-236,238-239,244,248,250-251,255-273,275-276,278-281,283        |
| 馬力歐           | 馬大房         | 方嵐的兒子，方喬青的哥哥 男，45歲，稱妹妹喬青為小青。愛情公寓之房東。非常迷戀潘朵拉，並偷偷稱之為夢中情人或小白兔。曾捐地給葉素娥父親蓋廟的大地主，自稱事業很忙很多，但卻是個十分「吝嗇」的地主。也是一位很奇怪的房東先生，自己一個人住在一棟別墅，十分迷信「風水方位」及「磁場聚財」理論，比方說房子只限「單身女性」才能租，而且「承租之前都必須先合八字」，原因怕不好的八字命理會破壞房子氣場而傷到自己，此作風讓急著找安身處的趙雅芝和黃嫚莉當場傻眼，並且手足無措。在入住後還特別請黃嫚莉及趙雅芝簽訂許多奇奇怪怪的『生活公約』，當下讓趙雅芝及黃嫚莉懷疑是否回到龍泉軍營。沒有事的時候神隱不見蹤影讓人找不到他，但有事的時候卻常常來到葉素娥父親的宮廟祈求自己的姻緣，隨身帶著「奧黛麗赫本」照片，說自己的擇偶目標要像她一樣，不禁讓葉素娥父親傻眼也讓巴來虧他是「腦袋燒壞了」。 | 32-35,37-91,93-102,104-106,108-112,133,135-156,158-204,211-213,215-229,231-233,236-237,241,243-247,249-250,254-255,257-268,270-272,274-285                                                                                                   |
| 周丹薇           | 周琳           | 林詩淇、林國樑的母親，李淑靜的準婆婆，邱佑廷之乾媽 女，作風強勢，林國樑跟邱佑廷非常怕她。有時會從花蓮上來台北跟兒子林國樑團聚。兒子國樑拍上裸露的沐浴乳廣告而生氣上來找他，但後來被眾人勸說之後改變了想法，倒是覺得很光榮，於是跟李淑靜拿了不少人形立牌，帶回去給親朋好友欣賞。有一次找李淑靜穿性感睡衣拍寢具廣告，因為太過裸露，讓林國樑感到不甚高興。目前已認同李淑靜是林家準媳婦。 | 58-65,67-68,124-126,134-137 |
| 大元             | 朱玉萱         | 朱玉芊的雙胞胎妹妹，鄭光興的女友 女，曾喜歡佑廷，已得知他有女友。向房東馬大房租屋的女房客，迷信星座及塔羅牌，會做乾燥花來賣。去美國後跟光興分手。 | 75-93,95,97-138,161(回憶) |
| 大元             | 朱玉芊         | 朱玉萱的雙胞胎姐姐 女，曾喜歡過鄭光興。在夜店因酒醉賞了鄭光興一巴掌，被鄭光興誤以為是人格分裂患者。之後回美國的事情，後來有男友了，決定繼續留在美國，邀請妹妹玉萱去美國。 | 79-80,82-84,86-87,102(回憶,聲音),109(回憶) |
| 阿竿             | 陳添彬         | 賴虎、吳勇在陸軍新兵訓練中心時同為一營一連二排五班的同袍 男，馬大房新請來的司機兼打雜，個性跟名字一樣，是個天兵。同時也是虎、賴虎、巴隆新訓時的同梯，601旅食勤兵退伍，從小患有夢遊症。 | 84,89-91,99,104,108,111 |
| 巴戈             | 巴自清         | 巴韻雯的父親 男，同時擔任醫院與育幼院的志工。有一次在飯店昏倒，高曉嫻才知他罹患肺腺癌第二期，並勸他住院治療。他有一份願望清單，17連朋友知道後，想盡力幫他完成。沈彼得為兒子婚事，常找他幫忙出主意。對潘朵拉很信任，放心把房子交與她賣。何寬亮與黃嫚莉結婚後，已回去加拿大接受治療。 | 121-134,136-142,144-146,149-159,172-176,181 |
| 樓心潼           | 巴韻雯         | 巴自清的女兒 女，育有一女，與前夫離婚後，從國外回來找父親，並力勸父親回加拿大治療癌症。因歌聲不錯，黃嫚莉邀她一起錄製專輯。 | 155-156,159-161,163-164,173-176,181 |
| 勵政達           | 林政陽         | 王尚菲的男朋友，許晟元的師父 男，27歲，綽號Ryan，永康階咖啡廳店長，是一位名符其實的暖男，一直深愛著王尚菲。夢17咖啡廳剛開幕人手不足，受何寬亮拜託前來代理店長。 | 5,10,42-43,52-53,69,71,153-154,156-167,169,171-203,205,211-213,215-218,220-226,228,235,240-246,249,253-255,257,260,262-265,267,269,276,278-281,283-284                                                                                       |
| 張瀚元           | 許晟元         | 林政陽的徒弟 男，綽號小元，專業咖啡師，興趣為拳擊，籃球，武術。夢想到義大利學習當咖啡品鑑師，為了實現這個夢想，家境不好的他，會同時兼任許多工作並努力存錢，一開始喜歡過王尚菲，現在喜歡金秀明。最後跟李芳可交往。 | 147-151,154,156-157,159-161,163-164,167-177,180-189,191-200,202-204,218,220,223-224,228,242-245,249-250,258,260,262,265-266,268-269,274-282                                                                                                  |
| 顏婉如           | 史翠珊         | 史蒂芬的女兒 女，綽號亮亮，因為講話會一直出現疊字，所以也被稱為疊字女。後來喜歡上許晟元，去夢17咖啡廳跟林政陽打聽許晟元的事情，並且去健身房報名，請許晟元教導她健身運動。最後跟周學文結婚。 | 120,131,137-138,142,146,148,153,170-171,177,181,183-186 |
| 方馨             | 方喬青         | 方嵐的女兒，馬大房的妹妹，林書帆的女朋友 女，40歲，日本方嵐設計公司執行長，日本知名設計師方嵐的女兒，美克奧新任總經理，張佳佳、李淑靜、林芷芸的上司。想要培植張佳佳為未來的CEO。 | 210-285 |
| 劉書宏           | 林書帆         | 方喬青的男朋友 男，30歲，室內設計師。人稱他為Sail，雅芝拍攝封面當天主要場景的代班美術執導。曾經有感情創傷過。 | 229-232,234-248,250-253,255,259-281,283-285 |
| 黃靖倫           | 黃韋綸         | 韓庚的乾兒子 男，從新加坡回來，群展公司的總監，人稱他Allen。對李淑靜一見鍾情。知道李淑靜有男朋友還是要追求她。都會利用公事的事情約李淑靜吃飯。因為看到了邱佑廷烘焙展的企劃書覺得寫的很好，有意願讓邱佑廷來群展公司上班，但是被拒絕，現在漸漸對秀明有好感。 | 251-264,273-282 |
| 洪梔芝（洪宜婷） | 張佩玲         | 群展公司黃韋綸總監的愛哭鬼秘書，秀明同事 女，個性迷糊，可以完整記住黃總監說過的話，卻忘記執行或執行緩慢、常出狀況。初登場時，常被黃總監罵哭，喜歡黃總監，被黃總監評論為「不醜，但也不漂亮，可是，心腸很好」。跑起來或用力踏步會引發大地震。 | 251-254,258,262-264,273,277-281,283 |
| 優妮             | 林芷芸         | 女，美克奧的新任助理，李淑靜的下屬，負責美編視覺設計的工作，在夢17看到唱歌彈吉他的寬亮，對寬亮一見鍾情。 | 267,269-270,273,279-283,285 |
| 蕭鴻文           | 邱總（邱信輝） | 男，家具公司老闆，非常挺林國樑，並讓邱佑廷去自己的家具公司當業務。都叫邱佑廷“長腳”，叫鄭光興“什麼騰”。 | 267-271 |

### 客串演員
| 演員              | 角色         | 介紹 | 登場集數                                        |
| 王竣民            | 徐主任       | 男，飯店主任，高曉嫻的主管，對於飯店房務及營運方式相當熟悉，很器重高曉嫻。 | 3-4                                             |
| 尤鳳揚            | 小潔         | 女，飯店員工，高曉嫻的同事，與琪琪是朋友，因高曉嫻認真求好的態度讓她備感壓力於是向人事部門遞出辭呈，也因此事讓高曉嫻被主任責備。 | 3-4,11,17,21,159-160,173                        |
| 張瑋庭            | 琪琪         | 女，飯店員工，高曉嫻的同事，與小潔是朋友，因休假問題遭到其他同事向高曉嫻投訴，經過曉嫻告誡之後，暫時不會亂拿理由隨意調班請假。 | 3-4,11,17,21                                    |
|                   | 音樂教師     | 女，個人音樂工作室負責人，面試前來應徵助理的黃嫚莉。 | 4                                               |
| 嚴浩              | 唱片行老闆   | 男，唱片行老闆，對店內唱片蒐藏有獨到的見解，並錄用黃嫚莉為唱片行的員工。 | 7,11-13,21                                      |
| 善存              | 許聖杰       | 男，美克奧時尚雜誌社員工，張佳佳的表弟、李淑靜的同事。個性客氣，對於淑靜很關心，在淑靜工作受挫時會適時安慰並提出建議, 且會替她先行拜訪客戶讓淑靜可以在工作上不用太過奔波，不過對於淑靜除了一般關心之外更多了些好感，只是淑靜對於他僅止於同事和普通朋友與前後輩的關係而已。而他也跟張佳佳私下說李淑靜工作能力和表現不錯，很推薦她做她的重要助手。                                                                           | 12-16,18-23                                     |
|                   | Margaret     | 女，李淑靜的朋友，李淑靜介紹她給邱佑廷認識，結果吃飯時被趙雅芝跑去亂，她就走掉了。 | 25                                              |
| 蘇銘翔            | 花店老板     | 男，花店老板，葉素娥的父親或母親固定會向他購買鮮花回宮廟內做更換，有次巴來和趙雅芝的母親走再一起向花店老闆交關，被花店老闆誤以為兩人是夫妻關係，頓時讓兩人略顯尷尬。 | 29                                              |
| 盧秀燕            | 台中市長     | 女，台中市長，宋排與楊晴在台中花博拍攝婚紗，巧遇台中市長巡視花博，市長當場獻予祝福。 | 79                                              |
| 曾子余            | 沈彼得       | 男，年輕沈彼得。 | 81                                              |
| 鄭亞              | 黛美         | 女，年輕黛美。 | 81                                              |
| 林建予 （鯰魚哥） | 雅芝爸爸     | 男，年輕雅芝爸爸。 | 81                                              |
| 楊瓊華            | 方美倩       | 女，楊晴的母親，宋志強的岳母，楊駿華的妻子。 | 81-82,168,208-209                               |
| 錦榮              | 錦榮         | 男，綽號Vivian，專業的經紀人兼模特兒。非常看好趙雅芝的潛力，並遊說她去美國受訓。趙雅芝考慮很久，因不想跟男友邱佑廷分開，於最後關頭放棄錦榮提供的經紀合約。 | 83-93                                           |
| 周興哲            | 周興哲       | 男，在Pub駐唱，潘朵拉邀請黃嫚莉一起欣賞周興哲表演，並安排嫚莉與他上台合唱。 | 88,236(回憶)                                    |
| 宥勝              | 王宥勝       | 男，綽號RE，居家整聊師，帥氣幽默，潘朵拉對他有好感，可惜後來飛去加拿大當講師。潘朵拉稱他為「哆拉A夢」，也是唯一能夠打開朵拉心房的男人。 | 93-96                                           |
| 丁噹              | 月老婆婆     | 女，月老的老婆，葉素娥夢中以為是月老婆婆給她三個錦囊，有困難的時候可以打開，實際上是素娥媽媽偷放的。 | 101                                             |
| 管麟              | 徐銘瑋       | 男，萊爾富便利商店店員，對張佳佳有好感，曾幫佳佳維修浴室蓮蓬頭，事後才得知佳佳有男朋友。離開便利商店工作後，錄取了夢17咖啡廳店員，但顧慮如果跟佳佳常見面，她男友會誤會，最後放棄此工作。 | 112-115,119,139                                 |
| 曾國城            | 曾國城       | 男，國民食神，在一家餐廳秀了一段美食評論。 | 119                                             |
| 晨洋              | 汪總         | 男，沐浴乳公司總經理，對林國樑外型身材非常賞識，拜託李淑靜邀請林國樑拍攝男性沐浴乳廣告及年曆。 | 119-120                                         |
| 葉衣庭            | 孫副總       | 女，家俱公司副總，Nancy的媽媽。 | 148-149,172,257                                 |
| 王希亞            | Nancy        | 女，家俱公司孫副總的女兒，副總有意撮合她與林國樑，但國樑告知已有交往對象。 | 148-149,172-173                                 |
|                   | Bunny        | 女，馬大房從相親公司付錢找來假扮其女友，用來誤導趙雅芝與邱佑廷，以為是馬大房的夢中情人。 | 165-167                                         |
| 何曼寧            | 黃嫚莉的舅媽 | 女，趙建國的妻子，黃嫚莉的舅媽，在寬亮跟嫚莉的婚禮上出現。 | 181                                             |
| 管謹宗            | 何爸         | 何寬亮的父親，陳梅欣的丈夫，黃嫚莉的公公 男，在寬亮跟嫚莉的婚禮上出現。 | 181                                             |
| 羅雅芳            | 魏海倫       | 女，綽號Helen，趙雅芝和馬大房到PUB找到的新人。雅芝沒想到海倫是邱佑廷跟林國樑的高中同學，而且三人曾有一段微妙的關係。海倫因為口條不佳，需要時間加強訓練，但因為不守時又常消失不聯絡，廷芝家族已經放棄她。 | 65(回憶),191-193                                |
| 李玉璽            | 李玉璽       | 男，林國樑跟邱佑廷的高中同學，是一位音樂人，最近剛出一張單曲。 | 193-194                                         |
| 陳彥允            | 陳彥允       | 男，林國樑跟邱佑廷的高中同學，剛從美國留學回來，王尚菲的表哥，外型有點痞。 | 193-194,202-203                                 |
| 章永華            | 楊駿華       | 男，楊晴的父親，宋志強的岳父，方美倩的丈夫。 | 208-209                                         |
| 徐愷伶            | 徐愷伶       | 女，李淑靜的朋友，平常不善與人互動，與不熟的人說話，回答只有一個字，因此被廷芝家族取綽號為一字女，但舞台表演能力極佳，為廷芝家族新成員。試鏡成功拿下保險業務的角色，一些廣告也談攏，但因身材嬌小，衣服要訂做，使得趙雅芝不高興，又與邱佑廷互動親密，惹得趙雅芝醋勁大發，後來試著與佑廷保持距離並送小禮物給雅芝，才化解誤會。現在跟廷芝家族熟了，所以可以正常講話互動。接到二十三集偶像劇角色，馬大房帶她一起南下高雄拍戲。 | 191-198,201                                     |
| 高子芳            | 陳梅欣       | 何爸的妻子，何寬亮的母親，黃嫚莉的婆婆 資深護理師，在寬亮跟嫚莉的婚禮上出現。很關心寬亮與嫚莉的婚後生活。聽聞嫚莉感冒，請了年假上台北照顧嫚莉，還說有需要可以提早退休，幫忙寬亮照顧嫚莉。覺得沒有跟寬亮盡到照顧好嫚莉的責任，對親家感到很抱歉。 | 181,191,205-209,214-217,219,223,225-226,233-234 |
|                   | 凱莉         | 美姿美儀課程老師，人稱凱莉姐，很專業，是把淑靜、佳佳、楊晴教出來的老師。 | 155,157,160                                     |
|                   | 年幼馬大房   | 男，馬大房小時候。 | 211,213,219(回憶)                               |
|                   | 年幼方喬青   | 女，方喬青小時候。 | 211,213,219(回憶)                               |
| 家家              | 家家         | 女，酒吧老闆娘，方喬青的好姐妹。 | 231-232                                         |
| 林宜禾            | 溫馨         | 女，22歲，海軍陸戰隊第五營第十七連入伍生，林崇德的未婚妻。 第214集在郭松齡的回憶中，第236集在葉素娥的回憶中。 | 214(回憶),236(回憶)                             |
| 顧子歆            | 馬韻如       | 女，海軍陸戰隊第五營第十八連入伍生。 在葉素娥的回憶中。 | 236(回憶)                                       |
| 王芮希            | 魏琇琇       | 女，郭松齡的同學，目前懷有她男友的孩子。心情起伏不穩定。 | 248-249,252,256                                 |
| 陳慧娥            | 許春美       | 女，綽號阿美，葉進財的初戀情人。沈彼得請來的男方的媒人。好像對沈彼得有意思，但是沈彼得有喜歡的人。知道沈彼得要介紹馬大房給她認識。認識馬大房之後有點喜歡他。 | 261-262,273-275,277-278,280-285                 |
| 羅百吉            | 羅百吉       | 男，歌手，夜店的DJ。 | 283                                             |
| 梁瀚名            | 葉進財       | 男，年輕葉進財。 | 283                                             |
| 梁舒涵            | 陳月雲       | 女，年輕陳月雲。 | 283                                             |
| 王上菲            | 許春美       | 女，年輕許春美。 | 283                                             |

## 電視劇歌曲
- 部分歌曲創作仍沿用《女兵日記》

| 曲別   | 歌名                             | 演唱者                 | 作詞             | 作曲                                          |
| 片頭曲 | 夢想從心開始                     | 楊培安                 | 劉虞瑞           | 陳國華                                        |
| 片尾曲 | 我們都懂了(1-87,121-194,270-285) | 化學猴子               | 麥基             | 任中強                                        |
| 片尾曲 | 終於了解自由(88-100)             | 周興哲                 | 周興哲           | 周興哲                                        |
| 片尾曲 | 有什麼不敢面對(101-120)          | 丁噹                   | 秦旭章           | 賴暐哲                                        |
| 片尾曲 | Be The One(195-248)              | 畢書盡、陳彥允、李玉璽 | 張傑             | 張傑、陳又齊                                  |
| 片尾曲 | 沒有錯(249-269)                  | 家家                   | 陳沒、王俊凱     | 陳勁豪                                        |
| 插曲   | 莫忘初心                         | 化學猴子               | 陳國華           | 陳國華                                        |
| 插曲   | 莫忘初心                         | 化學猴子               | 麥基             | 任中強、張博彥                                |
| 插曲   | 你會是冠軍                       | 化學猴子               | 任中強           | 任中強                                        |
| 插曲   | 微笑的力量                       | 陳謙文                 | 陳謙文、吳易緯   | 鄭聿                                          |
| 插曲   | 關於寂寞                         | 陳謙文                 | 陳鈺義           | 陳鈺義                                        |
| 插曲   | 好想好想你                       | 九九                   | 陳國華           | 陳國華                                        |
| 插曲   | 願你幸福到底                     | 曾咏欣                 | 曾咏欣           | 曾咏欣                                        |
| 插曲   | I Love You                       | 呂程程                 | 呂程程           | 呂程程                                        |
| 插曲   | 愛是什麼                         | 呂程程                 | 呂程程           | 呂程程                                        |
| 插曲   | 世界                             | 方語昕                 | 方語昕           | 方語昕                                        |
| 插曲   | 藍天                             | 方語昕                 | 方語昕           | 方語昕                                        |
| 插曲   | 忠孝東路走九遍                   | 動力火車               | 鄔裕康           | 郭子                                          |
| 插曲   | 永不失聯的愛                     | 周興哲                 | 饒雪漫           | 周興哲                                        |
| 插曲   | 我愛過你                         | 周興哲                 | 饒雪漫           | 周興哲                                        |
| 插曲   | 雪克與巴弟                       | 林建予                 | 林建予           | 林建予                                        |
| 插曲   | 我們不像我們                     | 丁噹                   | 白吟潔           | 李宏斌、吳周爍                                |
| 插曲   | 都是月老惹的禍                   | 丁噹                   | 何宇勝           | Daniel Caesar / Ludwig Lindell / Ylva Dimberg |
| 插曲   | 星海                             | 陳彥允                 | 陳彥允           | 陳彥允                                        |
| 插曲   | 我想要的快樂                     | 家家                   | 黃宣YELLOW、陳沒 | 黃宣YELLOW                                    |

## 收視率
- 本劇播出第1~2集時，劇名仍為《女兵日記》，集數為第93~94集，於第3集正式更改為現名。

### TVBS首播收視率
| 中華民國臺灣 TVBS歡樂台 首播收视率 （AC尼爾森） |      |                                 |        |      |                                  |
| 集數                                            | 週數 | 播出日期                        | 收视率 | 排名 | 備註                             |
| 1－2                                            | 1    | 2018年11月15日 －2018年11月16日 | 1.52   | 3    |                                  |
| 3－7                                            | 2    | 2018年11月19日－2018年11月23日  | 1.29   | 3    |                                  |
| 8－12                                           | 3    | 2018年11月26日－2018年11月30日  | 1.45   | 3    |                                  |
| 13－17                                          | 4    | 2018年12月3日－2018年12月7日    | 1.47   | 3    |                                  |
| 18－22                                          | 5    | 2018年12月10日－2018年12月14日  | 1.38   | 3    |                                  |
| 23－27                                          | 6    | 2018年12月17日－2018年12月21日  | 1.34   | 3    |                                  |
| 28－32                                          | 7    | 2018年12月24日－2018年12月28日  | 1.33   | 3    |                                  |
| 33－37                                          | 8    | 2018年12月31日－2019年1月4日    | 1.31   | 3    | 1月1日起，調整為播出60分鐘       |
| 38－42                                          | 9    | 2019年1月7日－2019年1月11日     | 1.30   | 3    |                                  |
| 43－47                                          | 10   | 2019年1月14日－2019年1月18日    | 1.61   | 3    |                                  |
| 48－52                                          | 11   | 2019年1月21日－2019年1月25日    | 1.41   | 3    |                                  |
| 53－57                                          | 12   | 2019年1月28日－2019年2月1日     | 0.96   | 3    |                                  |
| 58－59                                          | 13   | 2019年2月7日－2019年2月8日      | 0.73   | 3    | 2月4日至2月6日因適逢過年暫停播出 |
| 60－64                                          | 14   | 2019年2月11日－2019年2月15日    | 1.39   | 3    |                                  |
| 65－69                                          | 15   | 2019年2月18日－2019年2月22日    | 1.45   | 3    |                                  |
| 70－74                                          | 16   | 2019年2月25日－2019年3月1日     | 1.34   | 3    |                                  |
| 75－79                                          | 17   | 2019年3月4日－2019年3月8日      | 1.48   | 3    |                                  |
| 80－84                                          | 18   | 2019年3月11日－2019年3月15日    | 1.49   | 3    |                                  |
| 85－89                                          | 19   | 2019年3月18日－2019年3月22日    | 1.35   | 3    |                                  |
| 90－94                                          | 20   | 2019年3月25日－2019年3月29日    | 1.41   | 3    |                                  |
| 95－99                                          | 21   | 2019年4月1日－2019年4月5日      | 1.39   | 3    |                                  |
| 100-104                                         | 22   | 2019年4月8日－2019年4月12日     | 1.37   | 3    |                                  |
| 105-109                                         | 23   | 2019年4月15日－2019年4月19日    | 1.47   | 3    |                                  |
| 110-114                                         | 24   | 2019年4月22日－2019年4月26日    | 1.37   | 3    |                                  |
| 115-119                                         | 25   | 2019年4月29日－2019年5月3日     | 1.34   | 3    |                                  |
| 120-124                                         | 26   | 2019年5月6日－2019年5月10日     | 1.38   | 3    |                                  |
| 125-129                                         | 27   | 2019年5月13日－2019年5月17日    | 1.40   | 3    |                                  |
| 130-134                                         | 28   | 2019年5月20日－2019年5月24日    | 1.47   | 3    |                                  |
| 135-139                                         | 29   | 2019年5月27日－2019年5月31日    | 1.48   | 3    |                                  |
| 140-144                                         | 30   | 2019年6月3日－2019年6月7日      | 1.33   | 3    |                                  |
| 145-149                                         | 31   | 2019年6月10日－2019年6月14日    | 1.38   | 3    |                                  |
| 150-154                                         | 32   | 2019年6月17日－2019年6月21日    | 1.33   | 3    |                                  |
| 155-159                                         | 33   | 2019年6月24日－2019年6月28日    | 1.39   | 3    |                                  |
| 160-164                                         | 34   | 2019年7月1日－2019年7月5日      | 1.24   | 3    |                                  |
| 165-169                                         | 35   | 2019年7月8日－2019年7月12日     | 1.27   | 3    |                                  |
| 170-174                                         | 36   | 2019年7月15日－2019年7月19日    | 1.39   | 3    |                                  |
| 175-179                                         | 37   | 2019年7月22日－2019年7月26日    | 1.35   | 3    |                                  |
| 180-184                                         | 38   | 2019年7月29日－2019年8月2日     | 1.35   | 3    |                                  |
| 185-189                                         | 39   | 2019年8月5日－2019年8月9日      | 1.37   | 3    |                                  |
| 190-194                                         | 40   | 2019年8月12日－2019年8月16日    | 1.21   | 3    |                                  |
| 195-199                                         | 41   | 2019年8月19日－2019年8月23日    | 1.16   | 3    |                                  |
| 200-204                                         | 42   | 2019年8月26日－2019年8月30日    | 1.09   | 3    |                                  |
| 205-209                                         | 43   | 2019年9月2日－2019年9月6日      | 1.11   | 3    |                                  |
| 210-214                                         | 44   | 2019年9月9日－2019年9月13日     | *      | *    |                                  |
| 215-219                                         | 45   | 2019年9月16日－2019年9月20日    | 1.34   | 3    |                                  |
| 220-224                                         | 46   | 2019年9月23日－2019年9月27日    | 1.23   | 3    |                                  |
| 225-229                                         | 47   | 2019年9月30日－2019年10月4日    | 1.36   | 3    |                                  |
| 230-234                                         | 48   | 2019年10月7日－2019年10月11日   | 1.31   | 3    |                                  |
| 235-239                                         | 49   | 2019年10月14日－2019年10月18日  | 1.56   | 3    |                                  |
| 240-244                                         | 50   | 2019年10月21日－2019年10月25日  | 1.47   | 3    |                                  |
| 245-249                                         | 51   | 2019年10月28日－2019年11月1日   | 1.40   | 3    |                                  |
| 250-254                                         | 52   | 2019年11月4日－2019年11月8日    | 1.34   | 3    |                                  |
| 255-259                                         | 53   | 2019年11月11日－2019年11月15日  | 1.35   | 3    |                                  |
| 260-264                                         | 54   | 2019年11月18日－2019年11月22日  | 1.54   |      |                                  |
| 265-269                                         | 55   | 2019年11月25日－2019年11月29日  | 1.71   |      |                                  |
| 270-274                                         | 56   | 2019年12月2日－2019年12月6日    | 1.67   |      |                                  |
| 275-279                                         | 57   | 2019年12月9日－2019年12月13日   | 1.49   |      |                                  |
| 280-284                                         | 58   | 2019年12月16日－2019年12月20日  | 1.51   |      |                                  |
| 285                                             | 59   | 2019年12月23日                  | -      |      | 第二季最終回                     |
| 平均收視率                                      |      |                                 |        |      |                                  |

1. 同时段或交叉时段主要节目：
  - 三立台灣台：《金家好媳婦》／《炮仔聲》
  - 三立都會台：《我的寶貝四千金》／《必勝大丈夫》／《三明治女孩的逆襲》／《女人30》／《小資女孩向前衝》／《敗犬女王》／《軍官·情人》
  - 民視：《大時代》／《多情城市》
  - 台視：《女兵日記女力報到》／《楊麗花歌仔戲－舞台劇公演特別加映版》／《忠孝節義》／《苦力》
  - 中視：《喜歡·一個人》／《真愛趁現在》／《鑑識英雄》／《鑑識英雄II 正義之戰》／《美好年代》／《扶搖》／《小女花不棄》
  - 華視：《海派甜心》／《海豚灣戀人》／《紡綞蟲的記憶》／《就是要你愛上我》／《極品絕配》／《姊的時代》／《鬥陣來鬧熱》
  - 大愛：《大愛劇場》
  - 東森戲劇台：《姊姊們的逆襲》／《大時代》／《浪漫醫生金師傅》／《美味滿閣》
  - 八大戲劇台：《姐姐還活著》／《我的愛屬於你》／《甜蜜一家人》／《喝采的人生》／《一起生活吧》
  - 衛視中文台：《如懿傳》／《後宮甄嬛傳》／《如懿傳》
2. 由AC尼爾森調查，調查範圍是四歲以上收看電視之觀眾。
3. 資料來源：台灣-偶像劇場、凱絡媒體週報、AC尼尔森

### 台視播出收視率
| 中華民國臺灣 台視 首播收视率 （AC尼爾森） |      |                                |        |      |                                  |
| 集數                                      | 週數 | 播出日期                       | 收视率 | 排名 | 備註                             |
| 1-5                                       | 1    | 2018年11月19日－2018年11月23日 | 1.04   | 3    | 八點重播收視率0.72               |
| 6-10                                      | 2    | 2018年11月26日－2018年11月30日 | 1.26   | 3    | 八點重播收視率0.85               |
| 11-15                                     | 3    | 2018年12月3日－2018年12月7日   | 1.20   | 4    | 八點重播收視率0.82               |
| 16-20                                     | 4    | 2018年12月10日－2018年12月14日 | 1.13   | 4    | 八點重播收視率0.75               |
| 21-25                                     | 5    | 2018年12月17日－2018年12月21日 | 0.96   | 4    |                                  |
| 26-30                                     | 6    | 2018年12月24日－2018年12月28日 | 1.02   | 4    |                                  |
| 31-35                                     | 7    | 2018年12月31日－2019年1月4日   | 1.02   | 4    | 1月4日起，調整為播出60分鐘       |
| 36-40                                     | 8    | 2019年1月7日－2019年1月11日    | 0.98   | 4    |                                  |
| 41-45                                     | 9    | 2019年1月14日－2019年1月18日   | 1.08   | 4    |                                  |
| 46-50                                     | 10   | 2019年1月21日－2019年1月25日   | 1.06   | 4    | 八點重播收視率0.75               |
| 51-55                                     | 11   | 2019年1月28日－2019年2月1日    | -      | -    |                                  |
| 56-57                                     | 12   | 2019年2月7日－2019年2月8日     | 0.71   | 4    | 2月4日至2月6日因適逢過年暫停播出 |
| 58-62                                     | 13   | 2019年2月11日－2019年2月15日   | 1.03   | 4    | 八點重播收視率0.75               |
| 63-67                                     | 14   | 2019年2月18日－2019年2月22日   | 0.93   | 4    |                                  |
| 68-72                                     | 15   | 2019年2月25日－2019年3月1日    | 1.02   | 4    | 八點重播收視率0.64               |
| 73-77                                     | 16   | 2019年3月4日－2019年3月8日     | 1.06   | 4    |                                  |
| 78-82                                     | 17   | 2019年3月11日－2019年3月15日   | 0.98   | 4    | 八點重播收視率0.65               |
| 83-87                                     | 18   | 2019年3月18日－2019年3月22日   | 0.91   | 4    |                                  |
| 88-92                                     | 19   | 2019年3月25日－2019年3月29日   | 0.88   | 4    |                                  |
| 93-97                                     | 20   | 2019年4月1日－2019年4月5日     | 0.90   | 4    | 八點重播收視率0.58               |
| 98-102                                    | 21   | 2019年4月8日－2019年4月12日    | 0.99   | 4    |                                  |
| 103-107                                   | 22   | 2019年4月15日－2019年4月19日   | 0.83   | 4    |                                  |
| 108-112                                   | 23   | 2019年4月22日－2019年4月26日   | 0.88   | 4    | 八點重播收視率0.64               |
| 113-117                                   | 24   | 2019年4月29日－2019年5月3日    | 0.87   | 4    |                                  |
| 118-122                                   | 25   | 2019年5月6日－2019年5月10日    | 0.89   | 4    | 八點重播收視率0.63               |
| 123-127                                   | 26   | 2019年5月13日－2019年5月17日   | 0.84   | 4    | 八點重播收視率0.73               |
| 128-132                                   | 27   | 2019年5月20日－2019年5月24日   | 0.88   | 4    |                                  |
| 133-137                                   | 28   | 2019年5月27日－2019年5月31日   | 0.87   | 4    |                                  |
| 138-142                                   | 29   | 2019年6月3日－2019年6月7日     | 0.85   | 4    |                                  |
| 143-147                                   | 30   | 2019年6月10日－2019年6月14日   | 0.77   | 4    |                                  |
| 148-152                                   | 31   | 2019年6月17日－2019年6月21日   | 0.81   | 4    |                                  |
| 153-157                                   | 32   | 2019年6月24日－2019年6月28日   | 0.84   | 4    |                                  |
| 158-162                                   | 33   | 2019年7月1日－2019年7月5日     | 0.81   | 4    |                                  |
| 163-167                                   | 34   | 2019年7月8日－2019年7月12日    | 0.65   | 4    |                                  |
| 168-172                                   | 35   | 2019年7月15日－2019年7月19日   | 0.71   | 4    |                                  |
| 173-177                                   | 36   | 2019年7月22日－2019年7月26日   | 0.80   | 4    |                                  |
| 178-182                                   | 37   | 2019年7月29日－2019年8月2日    | 0.84   | 4    |                                  |
| 183-187                                   | 38   | 2019年8月5日－2019年8月9日     | 0.85   | 4    |                                  |
| 188-192                                   | 39   | 2019年8月12日－2019年8月16日   | 0.85   | 4    |                                  |
| 193-197                                   | 40   | 2019年8月19日－2019年8月23日   | *.*    |      |                                  |
| 198-202                                   | 41   | 2019年8月26日－2019年8月30日   | 0.41   | 4    |                                  |
| 203-207                                   | 42   | 2019年9月2日－2019年9月6日     | -      |      |                                  |
| 208                                       | 43   | 2019年9月9日                   | -      |      | 改播忠孝節義                     |
| 平均收視率                                |      |                                |        |      |                                  |

1. 同时段或交叉时段主要节目：
  - 三立台灣台：《金家好媳婦》／《炮仔聲》
  - 三立都會台：《綜藝大熱門》
  - 民視：《大時代》
  - 中視：《喜歡·一個人》／《真愛趁現在》／《鑑識英雄》／《鑑識英雄II 正義之戰》／《美好年代》／《扶搖》《小女花不棄》
  - 華視：《海派甜心》／《海豚灣戀人》／《就是要你愛上我》／《極品絕配》／《姊的時代》《鬥陣來鬧熱》/《俗女養成記》/《飛魚高校生》
  - TVBS歡樂台：《女兵日記女力報到》
  - 東森戲劇台：《重逢的世界》
  - 東森綜合台：《明星便利店》／《全民星攻略》
  - 八大戲劇台：《你是禮物》／《姐姐還活著》／《我的愛屬於你》／《甜蜜一家人》／《喝采的人生》／《一起生活吧》
  - 衛視中文台：《如懿傳》／《後宮甄嬛傳》／《如懿傳》
2. 由AC尼爾森調查，調查範圍是四歲以上收看電視之觀眾。
3. 資料來源：台灣-偶像劇場、凱絡媒體週報、AC尼尔森

## 取景地點
- 基隆市
  - 信義區孝東路微笑台北（張佳佳的房子場景拍攝處）
  - 中山區文化路基隆市立中山高級中學（65集國樑和佑廷制服上所出現的高中）

- 新北市
  - 淡水區福容大飯店（高曉嫻上班的地方以及李淑靜雜誌社專訪、林國樑家俱推銷的其中一個客戶場景拍攝處，以及第68集松齡原本要帶佳佳進去喝下午茶結果沒有進去的地方。）
  - 淡水區淡水老街（第7集楊晴和宋志強約會吃飯的地方）
  - 淡水區淡水港淡水海關碼頭（第25集林國樑和李淑靜去的地方之一）
  - 淡水漁人碼頭（第25集林國樑和李淑靜去的地方之一）
  - 淡水紅毛城（第25集林國樑和李淑靜去的地方之一）
  - 石門區富貴角燈塔（66集嫚莉和寬亮環島的第一個點）
  - 金山區淡金公路中角沙灘附近（66集嫚莉和寬亮環島中途買咖啡拍攝處）
  - 新莊區新莊保元宮（葉素娥家在北部的宮廟，其中「保元宮附設鶴齡交誼中心」正是葉素娥爸爸的「宮廟辦公室」的場景拍攝地）
  - 新莊區中華路 清一色牛肉麵（第26集葉素娥晚上和沈渙清一起吃麵的拍攝處）
  - 新莊區五工路 新莊晶冠廣場 國賓影城（第22集何寬亮與黃嫚莉看電影的拍攝地點）
  - 新莊區五工路 允良家具裝潢有限公司（第19集以後主要拍攝場景－葉素娥的家具銷售門市）
  - 新莊區中正路 有巢氏新莊中正丹鳳加盟店（潘朵拉服務的房屋仲介公司）
  - 新莊區中正路 遠雄米蘭公園社區（可能為此戲「淑靜或宋志強的家」場景拍攝處）
  - 新莊區昌德街文華居（林國樑的家場景拍攝處）
  - 新莊區龍安路 Reversion cafe_反轉點.咖啡（嫚莉、寬亮夢17咖啡廳重新開幕的第124集以後主要拍攝場景拍攝處）
  - 蘆洲區三民路希望城市（可能為此戲「淑靜或宋志強的家」場景拍攝處）
  - 鶯歌區鶯歌老街（第102集郭松齡跟張佳佳去逛以及做手拉坯的地方）
  - 林口區文化一路一段歐德集團總部（第10集之前林國樑的辦公室、林國樑和李淑靜擦身錯過的樓梯拍攝場景，以及第11集林國樑帶葉素娥參觀公司的拍攝場景）
  - 林口區文化二路二段Drummer 林口音樂主題餐廳（45集以前大型聚會活動拍攝場景）
  - 林口區林口三井Outlet（第25集趙雅芝、李淑靜、林國樑與邱佑廷經過的地方）
  - 林口區文化一路二段 好日子餐廳（第14集大家圍爐的場景拍攝處）
  - 林口區文化一路二段洛琳莊園餐廳
  - 三重區重陽大橋空拍重陽大橋（本劇部分轉場場景空拍處）
  - 三重區正義南路光興國小後  第104集
  - 三重區祐民醫院
  - 平溪區靜安吊橋（53集寬亮與嫚莉北部第一次出遊去的第一個點）
  - 平溪區十分車站（53集寬亮與嫚莉放天燈以及告白的地方）
  - 烏來區烏來觀光台車（112集渙清與素娥拍照的地方）
  - 烏來區烏來瀑布（112集渙清與素娥拍照的地方）
  - 烏來區烏來老街（112集渙清與素娥拍照的地方）
  - 猴硐猴硐貓村以及猴硐貓村的貓走廊的咖啡店（76集跟77集，張佳佳拍照，拍完之後所休息看相機裡照片的地方）
  - 石門區米詩堤極北藍點海景餐廳
  - 新店區碧潭風景區，134集裡鄭光興與萱萱踩天鵝船的地方

- 臺北市
  - 中正區連雲街（第44集大家幫忙趙雅芝搬家的場景拍攝處，以及本劇44集以前出現的趙雅芝與黃嫚莉合租的加蓋套房）
  - 中正區台北228公園外面捐血車（72集大家一起捐血的地方）
  - 中正區市民大道三創生活（第49集邱佑廷和趙雅芝去看展覽後散步聊天的拍攝地）
  - 中正區八德路華山1914文化創意園區（第49集邱佑廷和趙雅芝看展覽的場所）
  - 中正區愛國東路艾葳精品婚紗 外面（51集淑靜與楊晴在外面看婚紗的拍攝地）
  - 中正區古亭河濱公園（61集趙雅芝和邱佑廷放風箏的公園）
  - 大安區金華街永康階庭園咖啡The Green Steps（本劇1-89集主要拍攝場景-何寬亮之前上班的咖啡店）
  - 大安區金華街243巷（第32集邱佑廷和客戶交車簽訂相關文件拍攝處）
  - 大安區金華公園（第32集邱佑廷和趙雅芝相遇的公園）
  - 大安區永康公園（第71集嫚莉和寬亮聊天的公園）
  - 大安區捷運忠孝敦化站附近週邊（第11集大家聚會完要回家林國樑問葉素娥是否找到工作的拍攝處。第14集林國樑和李淑靜一起走在路上，林國樑親口答應李淑靜會照顧葉素娥。第26集邱佑廷答應趙雅芝「就算全世界都不支持她，他永遠會是第一個支持她」，以及雙方打勾做承諾的拍攝地）
  - 大安區永康街羊與咖啡外面的巷子（第27集李淑靜與林國樑在外面巷子散步的拍攝處）
  - 大安區溫州街（第42集何寬亮陪黄嫚莉找房子的巷子）
  - 大安區新生南路3段公務人力發展中心附近（第31集潘朵拉騎腳踏車跌倒以及要仲介的房子、葉素娥和林國樑開車要回公司的拍攝處）
  - 大安區新生南路3段 台大新象外（第39集潘朵拉向客人介紹房屋及看房子的拍攝處）
  - 大安區新生南路3段 歐德家具UWOOD優渥實木 新生旗艦店（第38、54集馬大房初遇潘朵拉以及車子差點被拖吊的拍攝處）
  - 大安區大安森林公園露天音樂台（第153集17連幫幫巴哥哥圓夢開演唱會的拍攝場景）
  - 大安區捷運東門站4號出口周邊（第32集周學文送潘朵拉腳踏車的拍攝處以及第40集周學文去找潘朵拉的地方）
  - 大安區大安森林公園（74集朵拉回憶嫚莉的部分以及在學文肩上痛哭的拍攝場景）
  - 大安區仁愛復興路口-福華飯店（本劇部分空拍轉場場景拍攝處）
  - 中山區遼寧街古記雞居酒屋（本劇45以前朋友聚會喝酒的拍攝場景）
  - 中山區民族東路鑫總汽車（邱佑廷和賴虎擔任租賃車業務的地方）
  - 中山區美麗華大直影城周邊（第1集一開始趙雅芝直播出現的地方以及第7集宋志強等楊晴的地方）
  - 中山區大直典華門口（第42集趙雅芝、葉素娥、李淑靜、潘朵拉四個人聚餐過後散步回家的場景拍攝處）
  - 中山區南京東路三段Cozy House 好室好食（第11集李淑靜和邱佑廷喝咖啡的拍攝店）
  - 中山區堤頂大道二段World Gym世界健身俱樂部 台北大直店（第40集楊晴和宋志強運動的健身俱樂部）
  - 中山區民權東路敦北公園附近週邊（第22集沈彼得與沈渙清開敞篷車在車上大聲唱「忠孝東路走九遍」的拍攝點）
  - 中山區大佳河濱公園（本劇部分轉場場景拍攝處）
  - 內湖區瑞光路（本劇部分轉場場景拍攝處、第56集林國樑載張佳佳返家下車處。附近的「瑞光港墘路口」公車等候亭-李淑靜與林國樑擦身而過，以及第5集林國樑把李淑靜認出來的公車亭、第25集林國樑開車載李淑靜以及第10、41、46集何寬亮等候公車回憶和黃嫚莉相處點點滴滴的地方）
  - 內湖區瑞光路洲子二號公園（第13-14集林國樑中午和葉素娥吃飯的公園、第20集淑靜和朵拉相遇聊天的公園。以及第23集周學文在公園問潘朵拉住在那裡的拍攝場景）
  - 內湖區洲子街 Vasa瓦薩美式餐廳（第36集潘朵拉和周學文二人吃飯的拍攝處）
  - 內湖區大湖公園（第28集楊晴與宋志強散步的公園場景、第42-43集何寬亮和黃嫚莉去的公園、第116集周學文、邱佑廷、林國樑、何寬亮、范子安及鄭光興拍攝廣告影片的場景，李淑靜也有去）
  - 內湖區穠舍田園咖啡義大利菜(第116集鄭光興和朱玉萱去看以及第117集鄭光興和朱玉萱、何寬亮、黃嫚莉、邱佑廷去看的咖啡廳)
  - 內湖區白石湖吊橋（第116集鄭光興和朱玉萱去看完咖啡廳後經過的吊橋）
  - 內湖區迎風河濱公園（本劇部分轉場場景拍攝處）
  - 內湖區彩虹河濱公園（第73集鄭光興因為發票沒中獎心情不好前往散心結果被雅芝及佑廷誤會要跳河的公園場景）
  - 內湖區康寧路3段（第32集潘朵拉擺設賣房子招牌的地方）
  - 內湖區瑞湖街 法孚商務中心（李淑靜和張佳佳的美克奧雜誌辦公室）
  - 內湖區康寧醫院（第81集黃嫚莉和何寬亮在公園走，回憶當時癌症住院的醫院場景、第84集何寬亮陪黃嫚莉回診後走出的醫院場景）
  - 內湖區東湖路家樂福便利購東湖店（第84集何寬亮陪黃嫚莉去買東西以及第98集郭松齡跟張佳佳去買東西的超市）
  - 內湖區民權東路六段「國防醫學院（網球中心）」公車等候亭（第117集黃嫚莉等公車的地方）
  - 內湖區堤頂大道二段史坦利國際傳媒辦公室-辦公區、會議室、試鏡區（可能是以下場景拍攝處：沈煥清請大家試玩3D遊戲拍攝處、鄭光興與邱佑廷的網購直播拍攝處、趙雅芝的演員訓練與實際拍攝處）
  - 北投區馬槽橋（第7集楊晴和宋志強約會騎單車的拍攝地）
  - 北投區北投運動中心（第34集楊晴和宋志強，以及第72集林國樑與李淑靜、高曉嫻室內攀岩的場景拍攝處）
  - 北投區竹子湖海芋季（第99集葉素娥和沈渙清去拍照、第106集邱佑廷和趙雅芝去採海芋，以及范子安賣茶葉蛋的地點）
  - 松山區八德路阿忠海鮮快炒（第7集潘朵拉與葉素娥聚餐的拍攝地）
  - 松山區成美河濱公園（第15集潘朵拉和鄭光興談心的地方）
  - 松山區環東大道麥帥一橋（本劇「部分」白天轉晚上轉換場景時所出現的那座橋場景）
  - 信義區崇德街Vinyl Decision 黑膠咖啡（第26集以前主要拍攝場景 - 黃嫚莉上班的唱片行）
  - 信義區台北101大樓周邊（本劇部分晚上轉場場景-信義基隆路口、松仁路天橋-第37集趙雅芝和沈渙清在天橋講話的地方）
  - 信義區松壽路Brown Sugar Live & Restaurant黑糖爵士音樂餐廳 外面的招牌椅子（第3集黃嫚莉坐在上面和舅舅講電話的拍攝處）
  - 信義區象山（本劇部份及片頭曲一開始播送鳥瞰台北101轉換及夜景場景處）
  - 信義區松壽路VIBE Taipei(51~52集所出現的夜店場景)
  - 信義區忠孝東路5段Yamaha YSP 三沅行機車店（寬亮和嫚莉去機車店選環島中古機車拍攝場景）
  - 南港區台北市立聯合醫院忠孝院區（第40集林國樑陪李淑靜回診的醫院）
  - 南港區市民大道空拍市民高架（本劇部分轉場場景拍攝處）
  - 萬華區西門町（第17集邱佑廷跟葉素娥計畫林國樑與李淑靜約會看電影結果失敗的拍攝場景）
  - 萬華區中華路北站夜拍北站公車專用道（本劇部分轉場場景拍攝處）
  - 萬華區西寧南路台北新光影城電影院
  - 士林區兒童新樂園（第20集何寬亮與黃嫚莉一起去玩的遊樂園）
  - 士林區陽明里長春街Cine Cafe(88集以後主要拍攝場景-何寬亮和黃嫚莉以及17連大家、指揮官入股合資的「夢17」咖啡廳)
  - 大同區捷運大橋頭站、臺北市立民權國中校門口（第39集李淑靜採訪坐計程車下車的地方）
  - 大同區重慶北路三段拓元西服名品 台北店(第39集李淑靜採訪的西服店)
  - 大同區承德路三段台北大同郵局（第84集邱佑廷寄完信後走出的郵局場景）
  - 大同區民權西路朝代大戲院

- 桃園市
  - 桃園區文中路鑫總汽車桃園店（第30集賴虎和佑庭一起顧的車行拍攝處）
  - 桃園區經國路敏盛綜合醫院（第39集李淑靜昏倒被送往的醫院以及第47、69集黃嫚莉發燒住院的取景地點、第116集黃嫚莉暈倒被送去的醫院。）
  - 龜山區龜山一路林口文化花園夜市（第48-50集邱佑廷與巴隆推銷拖把、鍋子，以及鄭光興與邱佑廷起爭執被誤以為滑稽逗趣的推銷拖把的夜市）
  - 大園區中山南路桃園市私立睦祥育幼院
  - 平鎮區中豐路桃園市私立樂活育幼院

- 宜蘭縣
  - 員山鄉坡城路卡幄汀宜蘭民宿（第42集以後主場景-趙雅芝和黃嫚莉、潘朵拉、鄭光興、邱佑廷、朱玉萱所承租的馬大房獨棟別墅，及17連同袍偶爾相聚處所）
  - 冬山鄉大埤二路檜樂窩手作客棧-Hinokihouse B&B檜木屋民宿（66-69集寬亮與嫚莉環島第一天住的民宿）
  - 三星鄉安農溪分洪堰風景區（67集寬亮和嫚莉去的公園場景）

- 台中市
  - 2018年臺中世界花卉博覽會(79集楊晴和志強拍婚紗的點，以及寬亮嫚莉環島和楊晴志強相遇的點。台中市長和四位打招呼的地方)

- 南投縣
  - 名間鄉皇穹陵紀念花園（第236集嫚莉告別式的拍攝地）

## 製作團隊
- 出品人：張孝威(1-229)、陳文琦(230集285)
- 總監製：郝孝祖、戴天易
- 監製：黃家新、徐詩淇、陳慧郁、黃寒苓、羅卓建勝
- 製作人：黃國卿
- 企劃：唐莉雅、鄭詠翰、羅育瑄、蕭磊
- 總編劇：李信邦
- 編劇：謝宗臣‬、吳珮蒨、‬李名耀、‬‬劉亦、陳柏澄、林玉娟、毛郡萍、林旻俊
- 導演：林敏祥（第1－42集、第192集-第209集）、朱博宇（第43集－120集）、林森（第121集至今）
- 總導演：王為
- 版權發行：蘇桂瑩
- 製作公司：聯利媒體股份有限公司、史坦利國際傳媒股份有限公司

## 爭議事件
2019年3月8日播出《女兵日記女兵報到》中，劇情安排男女主角專程前往台中世界花卉博覽會各展區拍攝婚紗照，並巧遇台中市長盧秀燕，盧在戲中對演員飾演的新人說：「謝謝你們選擇台中，選擇花博」等話，整個過程約8分鐘，被國家通訊傳播委員會(NCC)認定是「刻意影響節目內容編輯，且未依規定於該節目播送前或後明顯揭露置入者之名稱或商標」，認定為置入性行銷，但電視台未依規定在節目播送前後明顯揭露置入者名稱或商標，NCC認定違反衛星廣播電視法推，裁罰聯利20萬元。
聯利不服，提起行政訴訟。聯利主張，置入性行銷必須「基於有償或對價」，為事業機關、團體或個人行銷宣傳，但NCC未敘明節目片段有何「有償或對價」，依據台中市政府等單位回函可知，他們並沒有收取台中市任何費用，並沒有金錢給付關係，安排新人到有浪漫氛圍的花博園區，劇情安排自然合理，台中市府因盧秀燕跨刀助演所以發布新聞稿，但實際上雙方並非合作置入，盧秀燕台詞也沒有介紹台中花博特色，只是單純祝福、感謝新人，事實上這一集播出的4歲以上收視率僅「1.18」、25歲至39歲女性的收視率僅「1.64」，顯然低於其他各集，也沒有像NCC所說的，因這個片段而提高收視率，認為NCC裁罰過度侵犯劇組的創意和自主性。
NCC抗辯，電視台選擇台中花博為拍攝場景，並邀請盧秀燕配合劇情演出，是為了增加節目話題性，提高收視率，即有獲得利益，不一定是要收受市府經費才算受有利益；盧秀燕平日政務繁忙，又願意配合特定節目演出，台詞一再強調台中之美和花博價值，並搭配花博各展區景觀，顯然是行銷盧秀燕個人形象和台中花博，是置入性行銷，認為裁罰無誤。
台北地院則認為，根據市府回函內容，雖然盧秀燕參與演出沒收錢，節目製作也無償，但雙方藉由這段「巧遇」增加話題性，藉以節目提高收視率，同時達到宣傳花博目的，有助於提升台中花博話題性，盧秀燕才會同意配合演出，盧秀燕在節目播出前，也先透過新聞媒體宣傳客串一事，已經算是「互有報償關係，互為代價」，可見盧非視察花博而巧遇男女主角，不能光以有無達到提告收視率的效果，就認定不是置入性行銷，再者，觀看戲劇內容，演員巧遇市長卻未露出意外之情，反而由新郎喊口令「注意！立正！敬禮！」、「市長好！」和一般遊客巧遇市長顯有不同，認為編劇不合情理，置入方式生硬，認為電視台未依規定揭露置入者名稱或商標，因此認定NCC開罰有理，判聯利敗訴。
聯利上訴，台北高等行政法院二審認定，遍查卷內事證無從認定聯利媒體與盧秀燕互有對價關係，因而構成衛廣法規定之置入性行銷，且觀諸NCC處分的主旨或者事實，均未詳述或者探討何以聯利媒體與盧秀燕的演出片段具有有償或者對價關係。
北高行政法院指出，NCC在2019年11月1日召開由學者、專家、實務工作者組成諮詢會議，未有所探討關於對價或有償關係之要件，NCC有違職權調查主義、處罰法定主義，且未舉證證明盧秀燕有何對價關係存在，一審原處分認定構成置入性行銷裁罰顯然有誤，因而撤銷原一審判決處分20萬裁罰定讞。

## 註解
1. ↑  賴虎為《新兵日記》劇中角色。
2. ↑  巴隆為《新兵日記》劇中角色。
3. ↑  陳添彬為《新兵日記》劇中角色。

## 外部連結
- 官方网站－TVBS
- 官方网站－台視
- TVBS劇在一起的Instagram帳戶
- YouTube上的TVBS戲劇-女兵日記 女力報到頻道
- 女兵日記女力報到 LiTV影視

| 臺灣 TVBS歡樂台 每週一至週五 20:00 - 20:45 · 2019年1月1日起，改為20:00 - 21:00 | 臺灣 TVBS歡樂台 每週一至週五 20:00 - 20:45 · 2019年1月1日起，改為20:00 - 21:00 | 臺灣 TVBS歡樂台 每週一至週五 20:00 - 20:45 · 2019年1月1日起，改為20:00 - 21:00 |
| ------------------------------------------------------------------------------ | ------------------------------------------------------------------------------ | ------------------------------------------------------------------------------ |
|                                                                                | 女兵日記女力報到 （2018年11月15日－2019年12月23日）                            |                                                                                |
| 女兵日記 （2018年7月10日－2018年11月14日）                                     | 女力報到－小資女上班記 （2019年12月24日－2020年3月5日）                        |                                                                                |

| 臺灣 台視主頻 每週一至週五 20:45 - 21:30 · 2019年1月4日起，改為21:00 - 22:00 | 臺灣 台視主頻 每週一至週五 20:45 - 21:30 · 2019年1月4日起，改為21:00 - 22:00                                  | 臺灣 台視主頻 每週一至週五 20:45 - 21:30 · 2019年1月4日起，改為21:00 - 22:00 |
| ---------------------------------------------------------------------------- | --- | ---------------------------------------------------------------------------- |
|                                                                              | 女兵日記女力報到 （第1－208集） （2018年11月19日－2019年9月9日）                                              |                                                                              |
| 女兵日記 （2018年7月12日－2018年11月16日）                                   | 楊麗花歌仔戲－舞台劇公演特別加映版 （2019年9月10日－2019年9月23日）忠孝節義 （2019年9月24日－2019年12月20日） |                                                                              |